# Vadász László (sakkozó)
Vadász László (Kiskunfélegyháza, 1948. január 27. – Budapest, 2005. január 3.) magyar sakkozó, nemzetközi nagymester, sakkolimpiai bajnok, kétszeres Európa-bajnoki ezüstérmes.

## Sakkpályafutása
Az 1970-es évek második felének egyik legerősebb magyar nagymestere. Az akkoriban még nagyon fiatalnak számító 18 éves korában lett sakkmester, 1975-ben nemzetközi mester, 1976-ban nemzetközi nagymester.
1968-ban az U20 junior sakk-Európa-bajnokságon Groningenben az 5. helyet szerezte meg. Négy alkalommal (1966, 1969, 1972, 1974) szerepelt a magyar válogatottban a Főiskola-egyetemi sakkcsapat világbajnokságon, amelyen a csapattal egy ezüst és egy bronzérmet szerzett. 1970-ben tagja volt a magyar katonaválogatottnak, amely az Egyesített Fegyveres Erők sakkcsapat bajnokságán a 2. helyet szerezte meg.
Hazánkat egyszer képviselte sakkolimpián. A nevezetes 1978-as Buenos Aires-i olimpián aranyérmet nyert magyar válogatott tagja volt. Olimpiai szereplésének emlékét a világon egyedülálló sakkolimpiai emlékmű is őrzi Pakson.
Kétszer volt tagja Európa-Bajnokságon részt vett csapatunknak (1977: Moszkva, ezüstérem és 1980: Skara, ezüstérem). Egyéniben 1977-ben tábláján az 1., 1980-ban a 3. legjobb eredményt érte el.
Hatszor játszott a magyar sakkbajnokság döntőjében.

### Játékereje
A Nemzetközi Sakkszövetség (FIDE) archivuma szerint legmagasabb Élő-pontszáma 2505 volt 1978. januárban. Ezzel érte el legmagasabb világranglista-helyezését is, a 89. helyet.
A Chessmetrics historikus pontszámításai szerint a legmagasabb Élő-pontszáma 2612 1977. júliusban, amellyel akkor 76. volt a világranglistán. Legmagasabb ranglista helyezése a 75. 1977. augusztusban. A legmagasabb egyénileg teljesített teljesítményértéke 2699 volt, amelyet 1976. augusztusban Budapesten rendezett nemzetközi versenyen megszerzett 1. helyével ért el.

### Kiemelkedő versenyeredményei
- 1. helyezés: Starý Smokovec (1973)
- 3-4. hely: Rimaszombat (1974)
- 1. helyezés:  Vrnjačka Banja (1975)
- 1. helyezés: Budapest (1976)
- 1. helyezés: Ulm (1976)
- 3-4. helyezés: Dortmund (1977)
- 2-4. helyezés: Belgrád (1977)
- 1. helyezés: Szabadka (1978)
- 1. helyezés: Bagneux (1978)
- 1. helyezés: Északi-tengeri Kupa, Esbjerg (1979)
- 1. helyezés: Kiel (1979)
- 1. helyezés: Zalaegerszeg (1979)

## Díjai, elismerései
- Sport Érdemérem ezüst fokozata (1978), a Buenos Airesben rendezett sakkolimpián elért 1. helyezésért[11]
- Az év legjobb csapata (1978)[12]